# Omotesando Hills
Omotesando Hills (表参道ヒルズ, Omotesandō hiruzu en japonés) es un centro comercial abierto al público en 2005 ubicado en la calle de Omotesandō en el distrito de Aoyama en Tokio, Japón. Fue construido por la compañía inmobiliaria Mori Building y diseñado por el arquitecto Tadao Andō sobre un viejo complejo residencial construido en 1927.
El centro comercial cuenta con 130 tiendas - su mayoría de moda y vestuario de lujo - y 38 departamentos, y tuvo un costo de construcción de USD $330 millones.
Se encuentra sobre la calle comercial Omotesando y a pocos pasos de la estación de metro Meiji-Jingumae. Fue construido sobre un complejo habitacional, preservando una parte del edificio original por el interés histórico.